# 29 Pułk Armat Polowych (austro-węgierski)
Pułk Armat Polowych Nr 29 (FKR. 29) – pułk artylerii polowej cesarskiej i królewskiej Armii.
Oddział został sformowany 1 stycznia 1894 roku, jako „29 Pułk Artylerii Dywizyjnej” (niem. 29 Divisionsartillerie Regiment) i pod tą nazwą funkcjonował do około 1907. Od około 1907 jednostka została przemianowana na 29 Pułk Armat Polowych (niem. 29 Feldkakonenregiment)
W 1914 pułk stacjonował w Jarosławiu na terytorium 10 Korpusu. Pod względem taktycznym był podporządkowany komendantowi 2 Dywizji Piechoty, a pod względem szkolenia komendantowi 10 Brygady Artylerii Polowej w Przemyślu.
W 1916 oddział został przemianowany na Pułk Armat Polowych Nr 2. Równocześnie dotychczasowy Pułk Armat Polowych Nr 2 został przemianowany na Pułk Haubic Polowych Nr 5, a numer „29” otrzymał dotychczasowy Pułk Armat Polowych Nr 27.
W 1918 oddział został przemianowany na Pułk Artylerii Polowej Nr 2.

## Żołnierze pułku
Komendanci pułku
- ppłk / płk Anton Marsch (1894[1] – 1897 → komendant 12 Pułku Artylerii Korpuśnej)
- ppłk Carl Held (1897 – )
- płk Friedrich Wohlfahrtstädten (1899)
- ppłk Johann Rosenzweig von Powacht (1914[4])

Oficerowie
- mjr Witold Kuczewski
- mjr Stanisław Marszałkowicz (1899)
- kpt. Czesław Mączyński
- kpt. Ludwik Osostowicz (1899)
- por. rez. Ludwik Brzezowski
- por. rez. Witold Doliwa-Andruszewicz
- por. Władysław Buzek (1899)
- por. Stanisław Dąbrowski (1899)
- por. rez. Stefan Kopecki
- por. rez. Edward Peszkowski
- por. Karol Stock (1899)
- por. Marian Zarzycki
- por. rez. Julian Żmudziński
- ppor. Godwin Brumowski (w latach 1910–1914)
- ppor. rez. Mikołaj Ordyczyński
- ppor. rez. Tadeusz Zieliński
- lekarz pułku 2. klasy (niem. Regimentsarzt 2. Klasse) Kazimierz Steier (1899)